# Don Thompson (Saxophonist)
Don „D.T.“ Thompson (eigentlich William Thompson, * 19. September 1932 in Drumheller, Alberta; † 21. März 2004 in Vancouver) war ein kanadischer Jazz-Saxophonist, Komponist und Arrangeur.
Thompson spielte als Jugendlicher in Tanzbands in Sylvan Lake. Mit seinem Bruder Lloyd trat er während seiner Zeit auf der Highschool in der Konzertreihe Jammin’ the Blues in Edmonton auf. Anfang der 1950er Jahre zogen die beiden Brüder zunächst nach Montreal, schließlich nach Toronto. Don  Thompson begleitete die Sängerin Anne Marie Moss; 1961 wirkte er bei Aufnahmen des Sängers Tommy Ambrose mit. 1963 spielte Thompson unter eigenem Namen die Single (Early Autumn/If I Had My Way) für das Label Dash ein, bei der Rob McConnell mitwirkte. Im selben Jahr wirkte er mit seinem Quintett in dem Film Toronto Jazz mit. 1965/66 tourte er mit der Lionel-Hampton-Band in den Vereinigten Staaten. 1971 bis 1981 arbeitete er mit der Sängerin Anne Murray; 1979 wirkte er bei Aufnahmen von Doug Mallory mit. Seit 1980 spielte er zehn Jahre bei den Neujahrskonzerten im Jazzclub George’s Spaghetti House in Toronto. 1983 legte Thompson sein Debütalbum Blueprint vor, an dem Jimmy McGriff mitwirkte; auf seinem Album C'est si bon (1989) arbeitete er mit Bob Erlendson. Als Komponist schrieb Thompson verschiedene Jazz-Titel und arrangierte Pop-Songs für Aufnahmen von Anne Murray, John Allan Cameron und Gordon Lightfoot. Ab den 1990er Jahren lebte er bis zu seinem Tode 2004 in Vancouver.
Der Saxophonist ist nicht mit dem gleichnamigen kanadischen Bassisten Don Thompson zu verwechseln.